# Barbara Włodarczyk
Barbara Włodarczyk (ur. 14 maja 1960) – polska dziennikarka telewizyjna.

## Życiorys
Ukończyła studia dziennikarskie na Wydziale Dziennikarstwa i Nauk Politycznych Uniwersytetu Warszawskiego. Od 1985 dziennikarka w redakcji publicystyki międzynarodowej w TVP. Zajmuje się tematyką krajów byłego ZSRR. Od grudnia 2004 do grudnia 2009 korespondentka TVP w Moskwie. W latach 2000–2004 i 2010–2012 tworzyła autorski cykl reportaży pt. Szerokie tory emitowany w TVP1, TVP Historia.
W maju 2013 nakładem Wydawnictwa Literackiego ukazała się jej książka (zbiór reportaży) pt. Nie ma jednej Rosji, w 2021 roku zbiór reportaży Szalona miłość. Chcę takiego jak Putin. Od września 2013 do sierpnia 2017 autorka programu Sąsiedzi na antenie TVP info. Od 2018 do 2019 prowadziła Magazyn Ekspresu Reporterów w TVP2. Od 2020 roku prowadzi program Barbara Włodarczyk zaprasza w TVP Dokument.

## Programy i filmy
- Autorski program Szerokie tory (cykl reportaży o codziennym życiu w krajach byłego ZSRR)
- Spojrzenia (o b. ZSRR)
- My i świat (problemy społeczno-obyczajowe na Wschodzie i na Zachodzie)
- Z Polski rodem (magazyn międzynarodowy poświęcony Polonii)
- Współpraca przy realizacji programu Twarzą w twarz z Europą na temat Unii Europejskiej
- Wywiady z politykami (między innymi z M. Gorbaczowem, V. Havlem, L. Kuczmą, V. Landsbergisem, G. Ziuganowem)
- Sąsiedzi (o państwach sąsiadujących z Polską)
- film dokumentalny Szalona miłość. Rosjanie i Putin (2014)
- film dokumentalny Święta wojna Rosjan (2015)
- film dokumentalny Czeczeński tygrys Putina (2015)
- film dokumentalny Goodbye, America (2016)
- film dokumentalny Kto się boi Nadii Sawczenko? (2016)
- film dokumentalny Made in USSR (2016)
- film dokumentalny W kolejce po śmierć. Czczeni i ISIS (2016)
- film dokumentalny Mumia Lenina. Obiekt specjalny w sercu Rosji (2017)
- film dokumentalny Putin 4.0 (2018)
- Magazyn Ekspresu Reporterów (od 2018)
- film dokumentalny Rosja i Chiny. Małżeństwo z wyrachowania (2018)
- film dokumentalny Żyć nie umierać. Długowieczni na Kaukazie (2019)
- film dokumentalny Ukraińska modlitwa (2020)
- film dokumentalny Ukraiński sługa narodu (2020)
- program Barbara Włodarczyk zaprasza (od 2020)
- film dokumentalny Matki do wynajęcia. Surogatki na Ukrainie (2021)
- film dokumentalny Rosyjski akcent w Izraelu (2022)
- film dokumentalny Wojna o prawdę (2023)

## Nagrody
| Rok otrzymania | Nagroda |
| -------------- | --- |
| 2003           | - Wiktor 2003 w kategorii: twórca najlepszego programu TV - Nagroda specjalna Przewodniczącej KRRiT za cykl Szerokie tory |
| 2004           | - Nominacja do finału Nagrody im. Dariusza Fikusa w kategorii: twórca w mediach - Nagroda Stowarzyszenia Współpracy Polska-Wschód - Nagroda Prezesa Zarządu TVP SA za profesjonalizm - Grand Press za najlepszy reportaż telewizyjny |
| 2005           | - Nagroda Stowarzyszenia Krajowy Klub Reportażu za cykl Szerokie tory - Gold Plaque na festiwalu programów telewizyjnych The Chicago International Television Awards za najlepszy serial dokumentalny Szerokie tory                  |
| 2015           | - Nagroda Grand Press za najlepszy reportaż telewizyjny za dokument Święta wojna Rosjan |
| 2022           | - Nagroda tygodnika Wprost – ShEO Awards 2022 w kategorii Gwiazda mediów i opinii |